# Folarin Campbell
Folarin Yaoui Campbell (* 27. Februar 1986 in Lanham, Maryland) ist ein ehemaliger US-amerikanischer Basketballspieler nigerianischer Herkunft.
Nach dem Studium in seinem Heimatland war er ab 2008 als Berufsbasketballspieler tätig. Er spielte unter anderem in der deutschen Bundesliga. In Quakenbrück, Bonn und Ludwigsburg bestritt Campbell insgesamt 65 Bundesliga-Spiele.

## Laufbahn
Campbell spielte zunächst am College für die Patriots der George Mason University, mit denen er 2006 das Final-Four-Turnier der NCAA-Endrunde erreichte. Sein erster Verein im Ausland war 2008 der italienische Erstligist Solsonica Rieti. In der Saison 2009/10 stand er in Diensten der Artland Dragons, erhielt für die Saison 2010/11 allerdings keinen neuen Vertrag. Anfang August 2010 gaben die Telekom Baskets Bonn seine Verpflichtung für ein Jahr bekannt, sein Vertrag endete im März 2011 vorzeitig.
Im April 2011 gab der italienische Zweitligist FastWeb Casale Monferrato die Verpflichtung Campbells für den Rest der Saison bekannt, wo er jedoch ohne Einsatz blieb. Nach dem Aufstieg der Norditaliener wechselte er zur Saison 2011/12 zum Zweitliganeuling Pallacanestro Sant’ Antimo. Zur Saison 2012/13 erhielt Campbell keinen neuen Vertrag in Italien und wechselte im Oktober nach Lettland zu BK Ventspils. Am Ende der Spielzeit ging Campbell nach Italien zurück, wo er beim Erstligisten und Vorjahresaufsteiger Enel Basket aus Brindisi einen Vertrag für die Spielzeit 2013/14 bekam.
Anfang Oktober 2014 heuerte Campbell beim deutschen Bundesligisten Ludwigsburg an, um den verletzten Michael Stockton zu ersetzen. Campbell bestritt für Ludwigsburg bis Mitte November 2014 sieben Einsätze in der höchsten deutschen Spielklasse. Wegen einer Schulterverletzung spielte er hernach nicht mehr für den Bundesligisten, Ende Februar 2015 nahm Orlandina Basket (Italien) den US-Amerikaner unter Vertrag.
Campbell spielte 2015/16 für Czarni Słupsk in Polen, 2016/17 erneut für den lettischen Verein BK Ventspils und 2017/18 für Maccabi Kiryat Motzkin in Israel.

### Nationalmannschaft
Im Vorfeld der Olympischen Sommerspiele 2016 gehörte Campbell zum vorläufigen Aufgebot der nigerianischen Nationalmannschaft.

## Privates
Campbell hat nigerianische Vorfahren, sein Vorname bedeutet „Geh mit Ruhm“. Er hat einen Sohn, Folarin Cade.
Nach dem Ende seiner Spielerlaufbahn kehrte Campbell in die Vereinigten Staaten zurück. 2022 wurde er an der George Mason University tätig und trat an der Hochschule das Amt des stellvertretenden Direktors der Einrichtung an, die Spenden für den Hochschulsport einwirbt.